# Evangelische Progressieve Volkspartij
Evangelische Progressieve Volkspartij (EPV) var ett politiskt parti i Nederländerna, bildat 1978 genom ombildning av partiet Evangelische Solidariteitspartij.
I mars 1981 tackade EVP ja till en propå från arbetsgruppen Icke av bröd allena om att gå samman och bilda Evangeliska Folkpartiet. 